# Min mamma hade fjorton barn
Min mamma hade fjorton barn är en svensk självbiografisk dokumentärfilm från 2000 av Lars Lennart Forsberg som handlar om hans uppväxt i Stockholms barnrikaste familj med fjorton barn i en tid då barnbidraget ännu inte var infört.
Filmen vann år 2000 Guldbaggen i klassen Bästa dokumentärfilm.